# Tipula (Platytipula) autumnalis
Tipula (Platytipula) autumnalis is een tweevleugelige uit de familie langpootmuggen (Tipulidae). De soort komt voor in het Palearctisch gebied.